# Katie Johnson
Katie Jane Johnson (Clayton, 18 novembre 1878 – Londra, 4 maggio 1957) è stata un'attrice britannica, vincitrice di un BAFTA come migliore attrice britannica nel 1955 per la sua interpretazione ne La signora omicidi (The Ladykillers).

## Filmografia

### Cinema
- Gli amanti del sogno (Love Letters), regia di William Dieterle (1945) (non accreditata)
- Ricatto (The Shop at Sly Corner), regia di George King (1947) (non accreditata)
- La signora omicidi (The Ladykillers), regia di Alexander Mackendrick (1955)

### Televisione
- The Quatermass Experiment – miniserie TV, episodi 1-3-4 (1953)
- Dixon of Dock Green – serie TV, episodio 1x06 (1955)